# Cachoeira do Fraga
Cachoeira do Fraga é uma queda d'água do rio Brumado na Chapada Diamantina e está localizada em Rio de Contas, município do estado brasileiro da Bahia. Possui uma altura de cerca de 30 metros.
A cachoeira é um dos principais cartões-postais da cidade de Rio de Contas, a mais antiga da Chapada Diamantina. É formada por duas quedas d'água que formam piscinas naturais ideais para o banho.
No trecho em que está localizada, o rio Brumado apresenta leito bastante acidentado e pedregoso, até culminar com a cascata, em dois lances. Está situada a dois quilômetros e meio da Cachoeira de Vila Velha.
Em matéria sobre a Chapada Diamantina, com fotografias de Cesar Alves, a cachoeira aparece como a primeira ilustração em matéria da revista Manchete, onde a jornalista Liz Amaral relatou que os banhos de cachoeira, "como em toda a Chapada", era uma das opções de lazer da cidade de Rio de Contas, e que "Fraga, a mais frequentada, requer uma caminhada de três quilômetros. Mas vale a pena: ela forma uma piscina rasa e morna".
Em 1999 o jornal Tribuna da Imprensa, na matéria "Riquezas da Chapada Diamantina", trazia que Rio de Contas "reúne vários atrativos como (...) a cachoeira do Fraga, que com vários saltos que formam bacias, em pelo menos três níveis diferentes, é o cartão postal do município", entre outros como o povoado do Mato Grosso.
Ali o rio Brumado ganha potencial mecânico e "exerce o papel de erosão vertical, escavando a bacia de drenagem num processo inicial de nova formação de relevo", como parte da "formação Seabra, (que) caracteriza-se por pacotes de rochas meta-sedimentares, principalmente areníticas e quartzíticas, que sofreram dobramentos no decorrer do Proterozóico e do Eapaleozóico (1.050 M.A.), produzidos por esforços tectônicos em consequência do choque entre os escudos Arqui-Brasil e Arqui-África" que formaram a Chapada Diamantina do qual o Pico do Barbado ali próximo oferece uma visão ampla.